# Émile Louis Ansiaux
Émile-Louis Ansiaux, né le 12 mai 1804 à Liège et mort le 11 octobre 1874 dans la même ville, est un homme politique belge de tendance libérale. Marchand puis banquier, il est échevin puis bourgmestre de Liège en 1857.

## Biographie
Émile-Louis Ansiaux nait le 12 mai 1804 à Liège, son père,  Nicolas-Gabriel Ansiaux, est chirurgien, professeur et recteur de l'université de Liège de 1821 à 1822 et de 1830 à 1831. Son frère Nicolas Joseph Victor, devient médecin et succède à son père à l'université.
Après son doctorat en droit obtenu en 1825, il devient négociant puis banquier. Il intègre le conseil communal de Liège le 24 novembre 1846, puis devient échevin le 3 février 1847. Nommé bourgmestre le 7 août 1857, il démissionne le 31 décembre de la même année après la défaite de son groupe politique aux élections du 24 octobre et, se retire de la vie politique.
Il meurt le 11 octobre 1874 à Liège. Juliette Folville, musicienne et chef d'orchestre, est sa petite-fille.